# Buikspieren

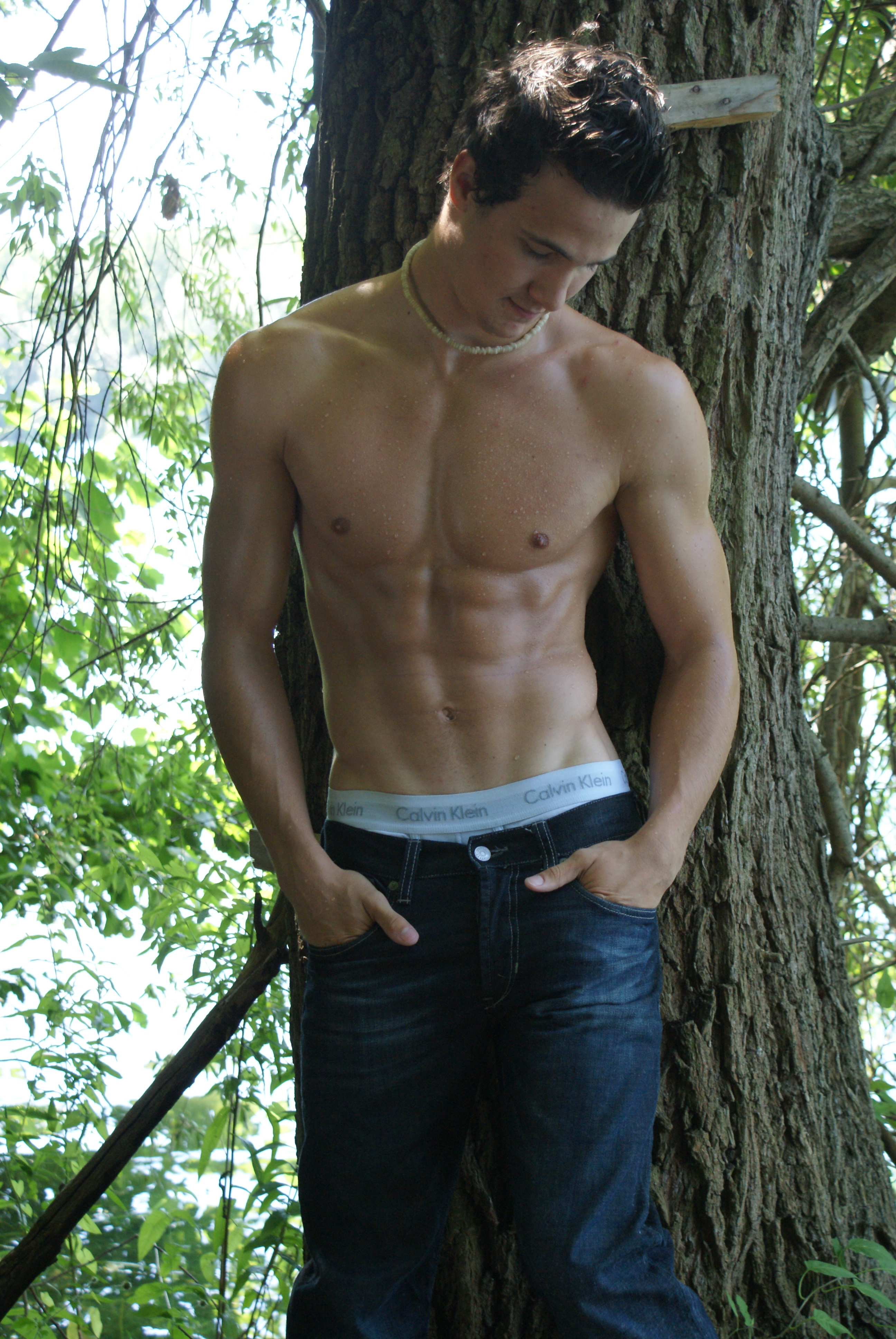
Bij mensen die niet veel vet op de buik hebben, zijn de voorste buikspieren vaak goed zichtbaar.

De buikspieren zijn een groep spieren in de buikwand. Ze vormen een verbinding tussen het bekken en de borstkas en omsluiten de buik.
De buikspieren maken bewegingen van de romp mogelijk, zoals bukken en opzij draaien. Ze kunnen ook de druk in de buik verhogen waardoor ze bijdragen aan allerlei lichaamsfuncties, zoals de ademhaling, het hoesten en niezen en ook het lozen van urine en ontlasting.
De buikspieren worden ingedeeld in drie groepen:
- voorste of buitenste buikspieren:
  - musculus rectus abdominis (rechte buikspier)
  - musculus pyramidalis (piramidevormige spier)
- buitenste buikspieren:
  - musculus obliquus externus abdominis (uitwendige of buitenste schuine buikspier)
  - musculus obliquus internus abdominis (inwendige of binnenste schuine buikspier)
  - musculus transversus abdominis (dwarse buikspier)
- achterste buikspieren:
  - musculus quadratus lumborum
  - musculus sacrococcygeus ventralis
  - musculus sacrococcygeus dorsalis